# Barfuss
Barfuss é um filme alemão que traz para o cinema, em forma de uma comédia dramática, o romance "Lila: An Inquiry into Morals" [carece de fontes?]. Lançado no dia 31 de março de 2005, a película escrita, dirigida e protagonizada por Til Schweiger, com Johanna Wokalek, Nadja Tiller , Michael Mendl e Steffen Wink no elenco, conta a história do encontro de Nick Keller e Leila, que vem a ser uma paciente de um hospital psiquiátrico.

## Enredo
O conto inicia quando Nick inicia um novo emprego como faxineiro em hospital psiquiátrico, após alguns incidentes causados pela desatenção Nick, por estar no telefone com sua mãe onde conversam sobre o casamento de seu irmão, acaba sendo demitido. Com a situação ele se reclusa em um banheiro após a demissão, e acaba se deparando com Leila tentando matar-se. Nick impede que ela cometa suicídio, tenta avisar a médica responsável, mas pelos erros cometidos anterior ela o ignora, com a atitude ele sai do hospital transtornado e não percebe que Leila o segue até sua casa. Ela o convence a ficar por uma noite, no dia seguinte Nick tenta a levar de volta, chegando a enganá-la dizendo que iria a levar para tomar sorvete.
Na porta do hospital, se sentindo culpado por não levá-la para a sorveteria, ele acaba decidindo ir junto com ela para o casamento de seu irmão, desse momento em diante a história se desenrola com Nick entendendo melhor Leila, e Leila conhecendo o mundo.

## Elenco
- Til Schweiger como Nick Keller
- Johanna Wokalek como Leila
- Nadja Tiller como Frau Keller
- Steffen Wink como Viktor Keller
- Michael Mendl como Heinrich Keller
- Alexandra Neldel como Janine
- Imogen Kogge como Dr. Blöchinger
- Janine Kunze como Sarah Sommer
- Stefanie Stappenbeck como Jessica